# Martin Ennals
 (juin 2017).
Si vous disposez d'ouvrages ou d'articles de référence ou si vous connaissez des sites web de qualité traitant du thème abordé ici, merci de compléter l'article en donnant les références utiles à sa vérifiabilité et en les liant à la section « Notes et références ».
Martin Ennals, né le 27 juin 1927 à Walsall (Staffordshire) et mort le 5 octobre 1991 à Saskatoon (Saskatchewan), au Canada, est un défenseur des droits de l'homme anglais. Il a contribué à la fondation de l'organisation de défense des droits de l'homme britannique Article 19, suivi d'International Alert, en 1985.
Il fut le troisième secrétaire général d'Amnesty International en 1968, succédant à Eric Baker. Durant son mandat, il a reçu le prix Nobel de la paix, le prix Érasme et le prix des droits de l'homme des Nations unies, par le biais de l'organisation. Il a été remplacé en 1980 par Thomas Hammarberg.